# Ambassidae
Famille
Synonymes
Chandidae
Cette famille de poissons Perciformes est nommée Ambassidae par FishBase et Chandidae par ITIS. Ceci pour la même liste de genres.

## Liste des genres
Selon FishBase et ITIS :
- Ambassis Cuvier in Cuvier & Valenciennes, 1828.
- Chanda (genre) Hamilton, 1822.
- Denariusa Whitley, 1948.
- Gymnochanda Fraser-Brunner, 1955.
- Parambassis Bleeker, 1874.
- Pseudambassis Bleeker, 1874.
- Tetracentrum Macleay, 1883.